# Dicranoptycha quadrivittata
Dicranoptycha quadrivittata är en tvåvingeart som beskrevs av Alexander 1919. Dicranoptycha quadrivittata ingår i släktet Dicranoptycha och familjen småharkrankar. Inga underarter finns listade i Catalogue of Life.